# Чемпионат Европы по борьбе 2002
В 2002 году чемпионат Европы по греко-римской борьбе среди мужчин и чемпионат Европы по вольной борьбе среди женщин проходил в Сейняйоки (Финляндия), а чемпионат Европы по вольной борьбе среди мужчин в Баку (Азербайджан).

## Медалисты

### Греко-римская борьба (мужчины)
| Категория | Золото                   | Серебро                      | Бронза                           |
| --------- | ------------------------ | ---------------------------- | -------------------------------- |
| до 55 кг  | Ренат Биккинин (Россия)  | Танё Тенев (Болгария)        | Дариуш Яблонский (Польша)        |
| до 60 кг  | Армен Назарян (Болгария) | Рустем Мамбетов (Россия)     | Джамель Айнауи (Франция)         |
| до 66 кг  | Шереф Эроглу (Турция)    | Манучар Квирквелия (Грузия)  | Михаил Бейлин (Израиль)          |
| до 74 кг  | Бадри Хасая (Грузия)     | Вартерес Самургашев (Россия) | Марко Юли-Ханнуксела (Финляндия) |
| до 84 кг  | Хамза Ерликая (Турция)   | Ара Абрахамян (Швеция)       | Вячеслав Макаренко (Белоруссия)  |
| до 96 кг  | Гоги Когуашвили (Россия) | Сергей Лиштван (Белоруссия)  | Давид Салдадзе (Украина)         |
| до 120 кг | Юрий Патрикеев (Россия)  | Михай Деак-Бардош (Венгрия)  | Юха Ахокас (Финляндия)           |

### Вольная борьба (мужчины)
| Категория | Золото                           | Серебро                      | Бронза                       |
| --------- | -------------------------------- | ---------------------------- | ---------------------------- |
| до 55 кг  | Назим Алиджанов (Азербайджан)    | Геннадий Тулбя (Молдавия)    | Александр Контоев (Россия)   |
| до 60 кг  | Ариф Кама (Турция)               | Василий Федоришин (Украина)  | Ариф Абдуллаев (Азербайджан) |
| до 66 кг  | Заур Ботаев (Россия)             | Эльман Аскеров (Азербайджан) | Николай Паслар (Болгария)    |
| до 74 кг  | Арпад Риттер (Венгрия)           | Мурад Гайдаров (Белоруссия)  | Магомед Исагаджиев (Россия)  |
| до 84 кг  | Сажид Сажидов (Россия)           | Бейбулат Мусаев (Белоруссия) | Реваз Миндорашвили (Грузия)  |
| до 96 кг  | Курмагомед Курмагомедов (Россия) | Эльдар Куртанидзе (Грузия)   | Фатих Чакироглу (Турция)     |
| до 120 кг | Давид Мусульбес (Россия)         | Давит Отиашвили (Грузия)     | Зекерия Гючлю (Турция)       |

### Вольная борьба (женщины)
| Категория | Золото                           | Серебро                    | Бронза                         |
| --------- | -------------------------------- | -------------------------- | ------------------------------ |
| до 48 кг  | Инга Карамчакова (Россия)        | Бригитта Вагнер (Германия) | Анжелик Бертене (Франция)      |
| до 51 кг  | Ольга Смирнова (Россия)          | Ида Хеллстрём (Швеция)     | Инесса Ребар (Украина)         |
| до 55 кг  | Татьяна Лазарева (Украина)       | Ида-Терес Нерелл (Швеция)  | Гудрун Аннетте Хёйе (Норвегия) |
| до 59 кг  | Сара Эрикссон (Швеция)           | Моника Михалик (Польша)    | Кристина Ортли (Германия)      |
| до 63 кг  | Малгожата Басса-Рогуска (Польша) | Лене Онес (Норвегия)       | Дарья Назарова (Россия)        |
| до 67 кг  | Лиз Легран (Франция)             | Анита Шецле (Германия)     | Анна Шамова (Россия)           |
| до 72 кг  | Светлана Мартыненко (Россия)     | Нина Энглих (Германия)     | Светлана Саенко (Украина)      |